# José Marroquín (strzelec)
José Maria Marroquín (ur. 31 maja 1943 w Gwatemali) – gwatemalski strzelec, olimpijczyk.
Wystąpił na Letnich Igrzyskach Olimpijskich 1968, na których wystartował w karabinie dowolnym w trzech postawach z 300 metrów. Uplasował się na przedostatnim 29. miejscu, wyprzedzając swojego rodaka Félipe Ortíza.

## Wyniki olimpijskie
| Igrzyska | Konkurencja                               | Wynik                                                                              | Miejsce | Źródło |
| -------- | ----------------------------------------- | ---------------------------------------------------------------------------------- | ------- | ------ |
| IO 1968  | Karabin dowolny, trzy postawy, 300 metrów | Leżąc – 380 punktów Klęcząc – 333 punkty Stojąc – 314 punktów Razem – 1027 punktów | 29      | [ 1 ]  |